# 麵包樹
麵包樹（ Artocarpus treculianus ）為臺灣常見之 波羅蜜屬（Artocarpus，又名桂木屬）植物，於2022年由中央研究院鍾國芳教授將原太平洋廣泛分布之麵包樹發表分類仍為太平洋麵包樹（Arotcarpus altilis ），而多分布於臺灣、原產於菲律賓（為其特有物種）者新稱為麵包樹（Arotcarpus treculianus ）。